# Europæiske Luftfartssikkerhedsagentur
Det Europæiske Luftfartssikkerhedsagentur  (EASA), en EU-organisation, oprettet den 28. september 2003, er et fælles organ som opretholder og kontrollerer civil-flysikkerhed i EU-landene. Med Regulation (EU) 2018/1139 blev dronerne også lagt under EASA.
Hver land har en lokal aflægger - i DK er det Trafik-, Bygge- og Boligstyrelsen (TBST) som kan lave nationale bestemmelser/bekendtgørelser.
EASA har beføjelser til at give luftfartsselskaber driftsforbud i EU.
Indenfor droneområdet er Regulation (EU) 2019/945 (CE-mærkning) og 2019/947 (regler og procedurer) grundlaget for U-space (EU'sk for UTM).
Organisationen har hovedsæde i Køln, Tyskland.

## Ekstern henvisning
- EASA hjemmeside Arkiveret 23. december 2009 hos  Wayback Machine

1. ↑  Liste over luftfartsselskaber med driftsforbud i EU Arkiveret 1. november 2007 hos  Wayback Machine Europa-Kommissionen – Transport

| Myndighed | Spire Denne artikel om en offentlig myndighed er en spire som bør udbygges. Du er velkommen til at hjælpe Wikipedia ved at udvide den. |

50°56′38″N 6°57′45″Ø / 50.94385°N 6.96242°Ø